# Коршунова Клавдія Олександрівна
Клавдія Олександрівна Коршунова (рос. Коршунова Клавдия Александровна; нар.. 8 червня 1984 року, Москва, Російська РФСР, СРСР) — російська актриса театру і кіно.
Внесена до «чистилища» бази «Миротворець».

## Біографія
Клавдія Коршунова народилася 8 червня 1984 року в театральній родині.
У 2004 році закінчила Вище театральне училище імені М. С. Щепкіна (курс Віктора Коршунова) і була запрошена до Малого театру, але згодом перейшла до «Современника», де до цього часу продовжує працювати.
Почала зніматися в кіно з 2005 року.

### Родина
- Батько — Олександр Вікторович Коршунов (нар.. 1954), народний артист Росії, актор і режисер Малого театру і театру «Сфера»;
- Мати — Ольга Семенівна Леонова, театральний художник, художник-постановник театру «Сфера»;
- Брат — Степан Олександрович Коршунов, актор Малого театру, кінорежисер;
- Дідусь — Віктор Іванович Коршунов (1929—2015), народний артист СРСР, директор Малого театру (1985—2009);
- Бабуся — Катерина Іллівна Еланська (1929—2013), актриса театру і кіно, театральний режисер, народна артистка РФ, заслужена діячка мистецтв Росії, художній керівник Московського театру «Сфера»;
- Прадідусь — Ілля Якович Судаков (1890—1969), актор і режисер МХАТу;
- Прабабуся — Клавдія Миколаївна Еланська (1898—1972), актриса МХАТу;
- Син Віктор (нар.. 25 грудня 2015).

## Театральні роботи
1. 2005 — «Біси» — Даша Шатова (театр «Современник»)
2. 2005 — «Справжня історія М. Готьє на прізвисько „Дама з камеліями“» — Маргарита Готьє (театр «Современник»)
3. 2006 — «Америка, частина друга» — дівчина з «Делікатесів» (театр «Современник»)
4. 2006 — «Мамапапасинсобака» — Надія (театр «Современник»)
5. 2008 — «Шарманка» — Мюд (театр «Современник»)
6. «Біг» — Люська
7. «Гроза» Олександра Островського — Катерина
8. Безодня — Ліза (Малий театр)
9. «Три сестри» Антона Чехова — Ірина
10. 2010 — «Гарненька» — Саша (театр «Современник»)

## Фільмографія
1. 2005 — Олександрівський сад — Ліля, циркачка
2. 2005 — Солдатський декамерон — Наташа, дньчка полковника Лукіна
3. 2005 — Щастя ти моє
4. 2006 — 977 — Рита, носійка шуканого рівня 977
5. 2006 — Острог. Справа Федора Сєченова — Ірма Маратівна Миклушич, психолог
6. 2007 — Заповіт Леніна — Ліда
7. 2007 — Особисте життя доктора Селіванової (серія «Сила традицій») — Зарема
8. 2007 — Відрив — Тетяна
9. 2008 — Розіграш — Тая Петрова
10. 2008 — Судова колонка (6 серія «Дитина на замовлення») — Таня
11. 2008 — Голубка — мати Генки
12. 2009 — Московський дворик — Людмила Альперова
13. 2009 — Терор любов'ю — Надя, донька Каті
14. 2010 — Євразієць (Eurasijos aborigenas) — повія Саша (премія Литви Срібний журавель — у номінації Найкращій актрисі)
15. 2010 — Каденції — Олена, актриса
16. 2010 — Хранителі мережі — Женя
17. 2011 — Серця бумеранг — Ганна
18. 2011 — Фурцева — Валентина, фронтова подруга Петра
19. 2012 — Печорін — Ундіна
20. 2012 — Поки ніч не розлучить
21. 2012 — Інквізитор — Берта Фреймане
22. 2014 — Травневі стрічки — Ольга
23. 2014 — Дубровський — Маша Троєкурова
24. 2015 — Спокій нам тільки сниться
25. 2015 — Завтра — Наташа Келлахєн
26. 2017 — А. Л.Ж. І.Р.

## Громадська позиція
Клавдія Коршунова свідомо порушила державний кордон України з метою проникнення до окупованого Росією Криму. Вона брала участь у зйомках фільму «А. Л.Ж. И.Р.» 2017 року.